# Wissam El Bekri
Pour les articles homonymes, voir Bakri.
Wissam El Bekri (arabe : وسام البكري), né le 16 juin 1984 à Thiais (Val-de-Marne), est un footballeur franco-tunisien.

## Biographie
Il a joué principalement à La Berrichonne de Châteauroux comme défenseur et a été finaliste de la Coupe de France 2004 avec ce club. Il joue à l'Espérance sportive de Tunis à partir de juillet 2005. Il se fait notamment remarquer lors du premier match de la sélection tunisienne contre le Sénégal durant la CAN 2008 en offrant le premier but à Issam Jemâa. Son contrat doit prendre fin en 2010 mais il signe à Dijon Football Côte-d'Or en juin 2009.

## Palmarès
- Coupe nord-africaine des vainqueurs de coupe :
  - Vainqueur : 2008
- Championnat de Tunisie :
  - Vainqueur : 2006, 2009
- Coupe de Tunisie :
  - Vainqueur : 2006, 2007, 2008
- Coupe de France :
  - Finaliste : 2004